# Comité Central del Partido Comunista de la Unión Soviética
El Comité Central del Partido Comunista de la Unión Soviética (en ruso: Центральный комитет Коммунистической партии Советского Союза, abreviado C.C. o en ruso: ЦК) era el cuerpo orgánico estable más importante del Partido Comunista de la Unión Soviética. La función principal era la de dirigir al partido, entre los períodos comprendidos entre cada Congreso del Partido realizado cada cinco años durante reuniones denominadas plenos. Los miembros del Comité Central eran electos por todos los miembros del partido durante los Congresos. El Politburó del Comité Central era elegido por los miembros del Comité Central para dirigir al C.C., El Comité Central también elegía a los Secretarios del mismo, y, en especial, al Secretario General del Partido Comunista, los cuales a su vez se encargaban de dirigir al Politburó. Entre 1919 y 1952 era asimismo responsabilidad también de este órgano la elección del Orgburó por medio de sus asambleas plenarias.
Durante la mayor parte de su existencia, el poder y las decisiones del Comité Central estuvieron radicadas en el Politburó, institución que tenía asambleas mucho más frecuentes, ya que normalmente se celebraban dos reuniones del Comité al año, y las mismas no duraban más que uno o dos días. Se realizaban también sesiones plenarias especiales para los eventos más importantes, tales como la definición de algunos planes de largo alcance, así como para la elección del Secretario General.
Vladímir Lenin y los otros fundadores del partido concibieron al Comité Central con los principios de centralismo democrático, misma razón por la cual en un principio se había establecido como dirigentes del partido a varios secretarios técnicos que lo dirigían de manera colectiva. Entre los años 1917 y 1934 el Comité realizaba labores similares a la de un parlamento o congreso. Esta situación cambió radicalmente con posterioridad al XVII Congreso del Partido de 1934, cuando la oposición manifestada en contra de Stalin fue una de las causas de la realización de las Grandes Purgas en contra de los integrantes del partido y del Estado. Para el XVIII Congreso de 1939 su papel había sido degradado prácticamente al mínimo posible, sin oposición alguna al poder de Iósif Stalin. Después de la muerte de este último y con el ascenso de Nikita Jrushchov, el Comité se revitalizó y alcanzó a jugar un rol muy importante durante la pugna del Secretario General con el llamado “Grupo Anti-Partido”. Posteriormente, el 14 de octubre de 1964, fue en esta asamblea donde se removió y degradó a Jrushchov de su cargo para remplazarlo por Leonid Brézhnev. Pese a los sucesos anteriores, nunca el Comité recuperó una función legislativa. 
Para 1985, el Comité tomaría la decisión de elegir a Mijaíl Gorbachov como Secretario General. Después del fallido intento golpista de agosto de 1991, el Sóviet Supremo de la URSS y el gobierno de la RSFS de Rusia suspendiero las actividades del Comité Central en el territorio de la república, el PCUS fue ilegalizado en la nueva Federación de Rusia, y sus propiedades le fueron confiscadas.

## Historia

### Antecedentes (1898-1917)
Durante el Congreso fundacional del Partido Obrero Socialdemócrata de Rusia, predecesor del PCUS, Vladímir Lenin logró obtener el suficiente apoyo para instalar un órgano central administrativo del partido en el siguiente congreso. Este organismo daría lugar a lo que luego se convertiría en el Comité Central, y tenía la facultad de administrar y llevar a cabo todos los asuntos del partido, con excepción de aquellos de naturaleza local. Los miembros del partido que se había mostrado a favor del establecimiento del Comité Central durante el II Congreso, que eran gran parte de los miembros, se autodenominaron bolcheviques (que significa "de la mayoría"), mientras que aquellos que estaban en contra, encabezados por Yuli Mártov, recibieron por parte de este el nombre de mencheviques (que significa "de la minoría"), por parte del mismo Mártov.El Comité Central estaría formado por tres miembros, y supervisaría el consejo editorial de Iskra, el periódico oficial del partido. Los primeros miembros del Comité Central fueron Gleb Krzhizhanovski, Friedrich Lengnik y Vladímir Noskov. A lo largo de su historia, el partido y el Comité Central estuvieron divididos por luchas internas entre facciones y represión por parte de las autoridades gubernamentales. En 1917, tras la caída del zar, Lenin fue capaz de persuadir al Comité Central para iniciar la Revolución de Octubre.La mayoría de los miembros del C.C. se habían mostrado escépticos de iniciar la revolución tan tempranamente, pero Lenin consiguió persuadirlos para realizarla en ese instante; la moción para llevarla a cabo fue aprobada con 10 miembros a favor y 2 en contra, de un total de 12 miembros que conformaban en ese entonces al Comité Central.

### Guerra Civil y era de Lenin (1917-1924)
Según Lenin, el Comité Central era la máxima autoridad del partido,Mucho antes de unirse a los bolcheviques, León Trotski había criticado esa visión, afirmando que "nuestras reglas representan una 'desconfianza organizativa' del partido hacia sus partes, es decir, la supervisión de todas las organizaciones locales, distritales, nacionales y otras... la organización del partido ocupa el lugar del propio partido; el Comité Central ocupa el lugar de la organización; y finalmente el secretario ocupa el lugar del Comité Central".Durante los primeros años del gobierno de Lenin, el Comité Central fue el órgano clave de la toma de decisiones del partido, y estas se tomaban mediante la mayoría de votos de sus miembros;por ejemplo, cuando el Comité Central votó a favor o en contra de firmar un tratado de paz con los alemanes entre 1917 y 1918 durante la Primera Guerra Mundial; la mayoría votó a favor de la paz cuando Trotski, quien estaba en contra, se echó para atrás en 1918. El resultado de dicha votación fue el Tratado de Brest-Litovsk.Durante los acalorados debates en el Comité Central, sobre una posible paz con los alemanes, Lenin no tuvo el apoyo de la mayoría; tanto Trotski como Bujarin tenían más apoyo que la posición de Lenin.Solo después de que Lenin respaldara la idea de Trotski, las negociaciones fueron aprobadas por el C.C. con una mayoría simple. En estas reuniones se permitía las críticas abiertas de otros funcionarios; por ejemplo, Karl Radek, quien estaba en contra de la propuesta de Lenin de negociar con los alemanes, le dijo "Si hubiera quinientos hombres valientes en Petrogrado, te meteríamos en la cárcel". La decisión de negociar la paz con los alemanes se tomó sólo cuando Lenin amenazó con dimitir, aunque no se realizaron sanciones contra la oposición en el Comité Central tras la decisión.
Dicho sistema de toma de decisiones tenía defectos, y la oposición a Lenin sobre su centralización en el partido llamaron la atención durante el IX Congreso del partido, en el que una facción conocida como "Grupo del Centralismo Democrático", acusaron a Lenin de crear un Comité Central donde "un pequeño puñado de miembros del partido...deja fuera de la toma de decisiones a quienes tienen puntos de vista desviados".La respuesta de Lenin fue evasiva; admitió que se habían cometido errores, pero señaló que si tales políticas se hubieran llevado a cabo de hecho, las críticas a él durante el 9.º Congreso del Partido no podrían haber ocurrido. Durante el X Congreso del Partido (marzo de 1921), condenó a la Oposición Obrera, una facción dentro del Partido Comunista, por desviarse del comunismo; Lenin respondió que si bien habían cometido errores, pero señaló que si tales políticas se hubieran llevado a cabo de hecho, las críticas a él durante el IX Congreso del Partido no podrían haber ocurrido.Además, afirmó que las facciones dentro del partido estaban permitidas, pero sólo podían estar activas antes y durante de los congresos, cuando los diferentes bandos necesitaban ganar votos. Ante esto, varios miembros del Comité Central opositores ofrecieron su renuncia a Lenin, pero sus dimisiones no fueron aceptadas, y en su lugar, se les pidió que obedecieran la disciplina del partido.Durante el X Congreso también se introdujo una prohibición del faccionalismo dentro del Partido Comunista; sin embargo, lo que Lenin consideraba "plataformas", como los Centralistas Democráticos y la Oposición Obrera, fueron permitidos. Las facciones, en la mente de Lenin, eran grupos dentro del Partido Comunista que subvertían la disciplina del partido.
A pesar de la prohibición del faccionismo, la Oposición Obrera continuó con su abierta agitación y críticas al Comité Central, y antes del XI Congreso llevado a cabo en marzo de 1922 realizó un intento fallido de ganar apoyo para su posición en la Internacional Comunista (Komintern).Sin embargo, como era de esperar, la Komintern apoyó la posición del Comité Central.Lenin afirmó que la disciplina del partido necesitaba ser fortalecida durante "una retirada": la Nueva Política Económica (NEP) que se introdujo en el X Congreso del Partido. Este resultó ser el último congreso presidido por Lenin, quien sufrió un derrame cerebral en mayo de 1922, y también quedó paralizado por un segundo en diciembre de ese mismo año, por lo que se apartó de la vida pública en marzo de 1923 y murió el 21 de enero de 1924.

### Interregno (1924-1930)
Cuando Lenin murió, el liderazgo soviético no estaba seguro de cómo debería realizar las políticas para la construcción de la nueva sociedad socialista.Algunos propusieron continuar con la NEP, mientras que otros propusieron ponerle fin y establecer una economía planificada, siendo la segunda opinión la que Lenin defendía.Tras el retiro de Lenin por problemas de salud, comenzó una lucha por el poder, que involucró a Nikolái Bujarin, Lev Kámenev, Alekséi Rýkov, Iósif Stalin, Mijaíl Tomski, Lev Trotski y Grigori Zinóviev.Aunque Lenin describió en su testamento a Trotski como "el más capaz" y con "habilidades excepcionales", también expuso muchos defectos suyos, y además anteriormente había estado en desacuerdo con Lenin en muchos asuntos.
Stalin, el segundo principal contendiente para el puesto, era menos conocido y no era una figura popular entre las masas.Aunque era de etnia georgiana, era eslavófilo, lo cual era una ventaja.La democracia interna del partido se convirtió en un tema importante después de la baja por enfermedad de Lenin; Trotski y Zinóviev fueron sus principales partidarios, pero Zinóviev cambió más tarde su posición cuando se alineó con Stalin. Trotski y Rýkov intentaron reorganizar el partido a principios de 1923, desburocratizándolo, sin embargo, fallaron, y Stalin logró ampliar el tamaño del Comité Central. Esto fue rechazado por ciertos miembros dirigentes del partido y una semana después; se emitió la "Declaración de los 46", que condenaba las políticas de centralización de Stalin. Sobre este tema, Trotski dijo, "a medida que este régimen se consolida, todos los asuntos se concentran en manos de un pequeño grupo, a veces sólo de un secretario que nombra, destituye, da las instrucciones, inflige las sanciones, etc."  En muchos sentidos, el argumento de Trotski era válido, pero estaba pasando por alto los cambios que se estaban produciendo.
Fue el poder del centro lo que perturbó a Trotski y sus seguidores. Si bien la dirección soviética tenía el poder de nombrar funcionarios regionales, tenía el poder indirecto de elegir a los delegados de los congresos del partido. Trotski acusó a los delegados del XII Congreso del Partido (17-25 de abril de 1923) de ser elegidos indirectamente por el centro, citando que el 55,1% de los delegados con derecho a voto en el congreso eran miembros de tiempo completo, mientras que en el congreso anterior solo el 24,8% de los delegados con derecho a voto eran miembros de tiempo completo. Tenía motivos para alarmarse, porque, como señaló Anastás Mikoyán en sus memorias, Stalin se esforzó por evitar que el mayor número posible de funcionarios trotskistas fueran elegidos como delegados del congreso. Las opiniones de Trotski no fueron escuchadas hasta 1923, cuando el Politburó anunció una resolución en la que reafirmaba la democracia del partido e incluso declaró la posibilidad de poner fin a los poderes de nombramiento del centro. Esto no fue suficiente para Trotski, y escribió un artículo en el Pravda donde condenaba a la dirección soviética y los poderes del centro. Zinóviev, Stalin y otros miembros de la dirección soviética lo acusaron entonces de faccionalismo, y como resultado, no fue elegido delegado al XIII Congreso del Partido. Tras el XIII Congreso, comenzó otra lucha de poder con un enfoque diferente; esta vez las políticas socioeconómicas fueron los principales motivadores de la lucha; Trotski, Zinóviev y Kámenev apoyaban la rápida industrialización y una economía planificada, mientras que Bujarin, Rýkov y Tomski apoyaban el mantenimiento de la NEP. Stalin, en contraste con los demás, a menudo ha sido visto como alguien que se mantenía solo, debido a que tenía opiniones más mixtas respecto a ambos grupos.
Ninguna de las figuras principales de esa época era rígida en la política económica, y todas ellas habían apoyado previamente la NEP. Con las buenas cosechas de 1922, surgieron varios problemas, especialmente el papel de la industria pesada y la inflación. Si bien la agricultura se había recuperado sustancialmente, el sector de la industria pesada todavía estaba en recesión y apenas se había recuperado de los niveles anteriores a la guerra. El Comité Estatal de Planificación (Gosplán) apoyó la concesión de subsidios a las industrias pesadas, mientras que el Comisariado del Pueblo para las Finanzas (Narkomfin) se opuso a esto, citando una gran inflación como su razón. Trotski fue el único en el Politburó que apoyó al Gosplán; pues los demás miembros apoyaron firmemente al Narkomfin.

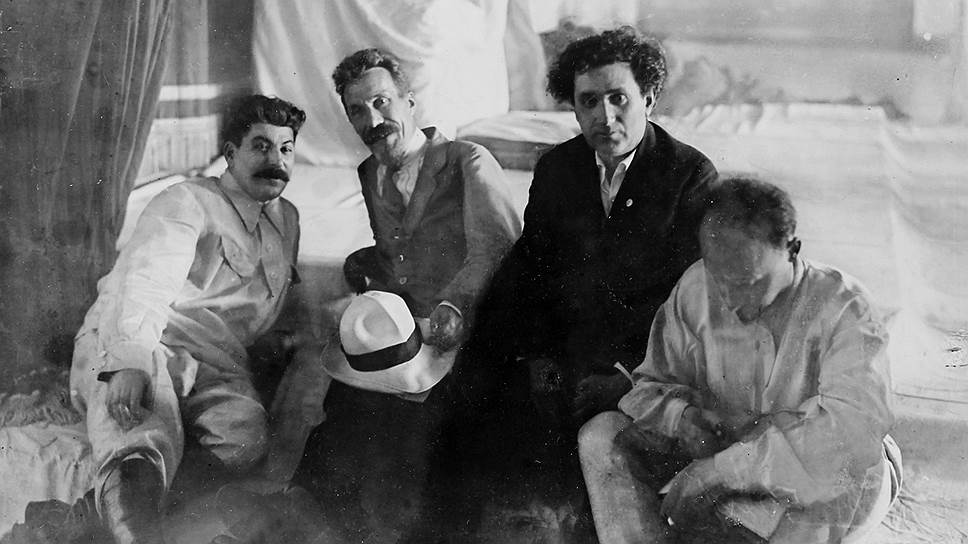
De izquierda a derecha: Stalin, Rýkov, Zinóviev y Bujarin.

En 1925, Stalin entró en desacuerdo con Kámenev y Zinóviev, siendo el nombramiento de Rýkov como presidente del Consejo de Comisarios del Pueblo un signo de la degradación de Kámenev, pues este había sido vicepresidente durante el gobierno de Lenin. Además, Stalin comenzó a abrazar su política de socialismo en un solo país, una política a menudo vista, erróneamente, como un ataque a Trotski, cuando en realidad estaba dirigida a Zinóviev. Zinóviev, desde su posición como presidente del Comité Ejecutivo de la Internacional Comunista (Komintern), se opuso a la política de Stalin. Zinóviev comenzó a atacar a Stalin en cuestión de meses, mientras que Trotski lo hizo de igual manera en 1926. En el XIV Congreso del Partido (18-31 de diciembre de 1925) Kámenev y Zinóviev se vieron obligados a adoptar la misma posición en la que Trotski se había visto obligado anteriormente; proclamaron que el centro estaba usurpando el poder de las ramas regionales y acusaron a Stalin de ser un peligro para la democracia interna del partido. 
Así, el Congreso se dividió en dos facciones, entre los que apoyaban a Stalin y los que apoyaban a Kámenev y Zinóviev. La delegación de Leningrado, que apoyaba a Zinóviev, gritó "Viva el Comité Central de nuestro partido". Aun así, Kámenev y Zinóviev fueron aplastados en el congreso, y 559 votaron a favor de la dirección soviética y solo 65 en contra. Además, el Comité Central recién elegido degradó a Kámenev a miembro sin derecho a voto del Politburó, y en abril de 1926 Zinóviev fue expulsado del Politburó, mientras que en diciembre, Trotski también perdió su membresía. Sin embargo, conservaron sus escaños en el Comité Central. En el XV Congreso del Partido (2-19 de diciembre de 1927) la Oposición de Izquierda fue aplastada; ninguno de sus miembros fue elegido para el Comité Central.  A partir de entonces, Stalin fue el líder indiscutible de la Unión Soviética, y otros funcionarios importantes, como Bujarin, Tomski y Rýkov, se vieron considerablemente debilitados.  El Comité Central que fue elegido en el XVI Congreso del Partido (26 de junio - 13 de julio de 1930) destituyó a Tomski y Rýkov. Además, Rýkov también perdió la presidencia del Consejo de Comisarios del Pueblo, y su puesto en el Politburó.

### Era de Stalin durante la preguerra y guerra (1930-1945)
Entre 1934 y 1953 se celebraron tres congresos, una situación inusual, ya que comúnmente se celebraban cada tres años. El Politburó no se reunió ni una vez entre 1950 y 1953. En 1952, en el XIX Congreso del Partido (del 5 al 14 de octubre de 1952), el Politburó fue renombrado como Presídium. En 1930, los departamentos del Comité Central fueron reorganizados, porque el Secretariado había perdido el control sobre la economía, debido al Primer Plan Quinquenal, y necesitaba más personal del partido para supervisar la economía.Antes de 1930, los departamentos del Comité Central se centraban en los principales componentes del "trabajo político", pero durante el gobierno de Stalin fueron especializados; ya que supervisaban a los funcionarios locales del partido y las ramas ministeriales dentro de su esfera particular.Cuatro años más tarde, en 1934, se establecieron nuevos departamentos del Comité Central que eran independientes del Departamento de Personal. El énfasis de Stalin en la importancia del trabajo político y económico condujo a otra ola de reorganización de los departamentos del Comité Central a finales de los años 1930 y 1940.En la XVIII Conferencia del Partido (15-20 de febrero de 1941) se concluyó que la abolición del Departamento de Industria del Comité Central había llevado al descuido de la industria. Debido a esto, secretarios especializados se hicieron responsables de la industria y el transporte desde el centro hasta todos los niveles de división administrativa.

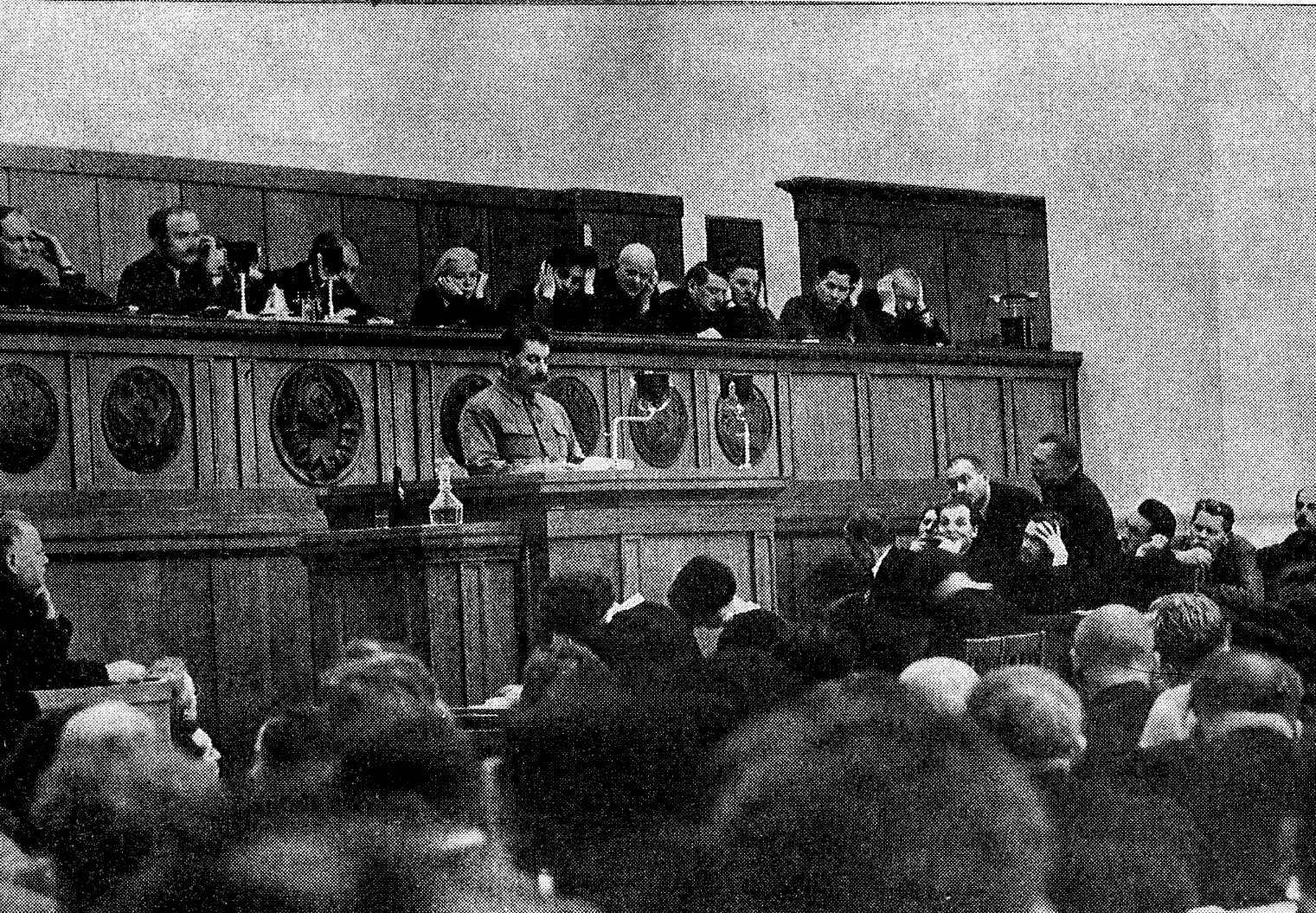
Stalin dando un discurso durante el XVII Congreso del Partido Comunista de Toda la Unión.

El XVII Congreso del Partido (26 de enero-10 de febrero de 1934) pasó a la historia como el "Congreso de los Vencedores", debido al éxito del Primer Plan Quinquenal.Durante el congreso, varios delegados del C.C. opositores formaron un bloque anti-Stalin, los cuales discutieron la posibilidad de reducir las potestades del Secretario General o retirar a Stalin del cargo.Incluso dos altos mandatarios, el Comisario del Pueblo para la Industria Pesada Sergó Ordzhonikidze tuvo desacuerdos con el presidente del Consejo de Comisarios del Pueblo Viacheslav Mólotov sobre el tema del crecimiento económico. Dicha disputa se resolvió con el establecimiento de una Comisión del Congreso, que estaba formada por Stalin, Mólotov, Ordzhonikidze, otros miembros del Politburó y ciertos expertos económicos.Finalmente llegaron a un acuerdo y el objetivo de crecimiento económico previsto en el Segundo Plan Quinquenal se redujo del 19% al 16,5%.
El XVII Congreso tuvo un tono diferente a los anteriores, pues varios opositores se convirtieron en delegados del Comité Central; por ejemplo Bujarin, Zinóviev, Preobrazhenski y Piatakov, quienes consiguieron ser reelegidos para su escaño en el C.C, e incluso dieron discursos. El Congreso se dividió entre dos facciones dominantes, radicales (en su mayoría estalinistas) y moderados.Se establecieron varios grupos antes del congreso, que se oponían a la dirección estalinista (el Grupo Ryutin) o se oponían a las políticas socioeconómicas de la dirección estalinista (el Grupo Syrtsov-Lominadze, el Grupo Eismont-Tolmachev y el grupo encabezado por Alexander Petrovich Smirnov, entre otros). Dichos políticos, que anteriormente se habían opuesto a la dirección estalinista, podían ser readmitidos en su escaño si renunciaban a sus antiguas creencias y comenzaban a apoyar el gobierno de Stalin. Sin embargo, los opositores no consiguieron reconstruir su liderazgo, a causa del arresto de Kámenev y Zinóviev por la participación de estos en el complot donde se orquestó el asesinato de Serguéi Kírov.
La mayoría de los miembros del Comité Central elegidos en el XVII Congreso del Partido fueron arrestados durante, o poco después, de la Gran Purga, cuando Nikolái Yezhov y Lavrenti Beria dirigían el NKVD. Además, varios miembros fueron expulsados del Comité Central mediante votación; de los 139 miembros elegidos para el Comité Central en el XVII Congreso, 98 personas fueron ejecutadas en el período de 1936 a 1940. Para el XVIII Congreso había solo 31 miembros del Comité Central, y de estos solo dos fueron reelegidos.

### Posguerra y era de Jrushchov (1945-1964)
En el periodo posterior a la Segunda Guerra Mundial, Stalin, quien era tanto Secretario General del partido como Presidente del Consejo de Ministros, redujo los poderes del Secretario General, y se redujeron las reuniones del Comité Central. Cuando Stalin murió el 5 de marzo de 1953, Gueorgui Malenkov, vicepresidente del Consejo de Ministros, lo sucedió como presidente y además fue Segundo Secretario en el Politburó (ahora renombrado como Presídium). Comenzó una lucha de poder entre Malenkov y Jrushchov, y el 14 de marzo Malenkov se vio obligado a dimitir del Secretariado.La dimisión de Malenkov convirtió a Jrushchov en el miembro de mayor antigüedad del Secretariado y lo hizo lo suficientemente poderoso como para fijar la agenda de las reuniones del Presídium.Junto con la llegada al poder de Malenkov y Jrushchov, otra figura, el ministro de Asuntos Internos, Lavrenti Beria, también competía por el poder. Los tres formaron una troika de corta duración, que duró hasta que Jrushchov y Malenkov traicionaron a Beria.

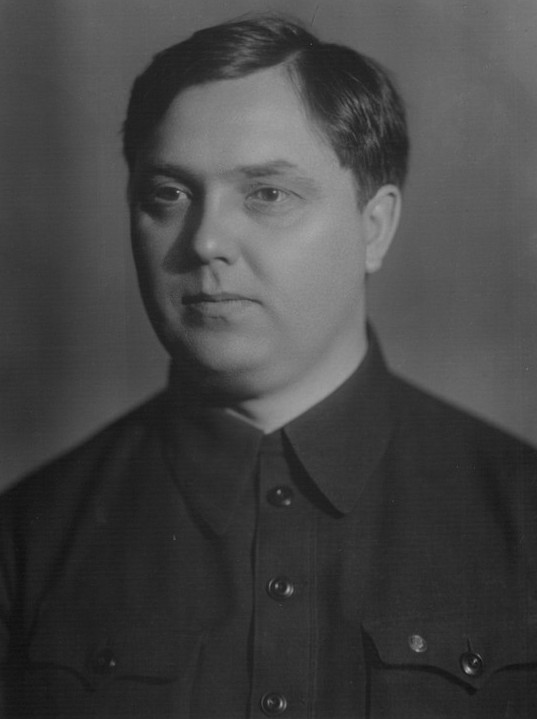
Gueorgui Malenkov, sucesor de Stalin como Presidente del Consejo de Ministros, compitió contra Jrushchov por el puesto de Secretario General, pero no logró obtener suficiente apoyo del partido.

Beria no era un hombre fácil de derrotar, y sus políticas de etnización (en la que los líderes locales o republicanos tenían que tener orígenes étnicos y hablar el idioma del área dada) demostraron ser una herramienta para fortalecer el control del MVD sobre los órganos locales del partido.Cuando Jrushchov y Malenkov se enteraron de que el MVD había comenzado a espiar a funcionarios del Comité Central, comenzaron a planificar la destitución de Beria, sin embargo, esta no fue una tarea fácil, ya que Beria inspiraraba miedo en sus colegas.En una primera conversación de Jrushchov y Malenkov con Kliment Voroshílov, Voroshílov no quería tener nada que ver con eso, porque afirmó que le temía a "los oídos de Beria". Sin embargo, Jrushchov y Malenkov lograron reunir suficiente apoyo para derrocar a Beria, aunque sólo cuando un rumor de un posible golpe de Estado liderado por Beria comenzó a extenderse entre la dirección del partido. Temerosos del poder que tenía Beria, Jrushchov y Malenkov estaban preparados para una posible guerra civil.Esto no ocurrió, y Beria se vio obligado a dimitir de todos sus puestos en el partido el 26 de junio, y fue ejecutado meses más tarde el 23 de diciembre. La caída de Beria también provocó críticas a Stalin; la dirección del partido acusó a Beria de utilizar a Stalin, ya enfermo y anciano, para imponer su propia voluntad en la Unión Soviética durante los últimos días de Stalin.Esta crítica, y muchas más, llevaron a los periódicos del partido y del estado a lanzar críticas más generales a Stalin y a su gobierno.
La caída de Beria condujo al colapso de su fuente de poder; las facultades del Ministerio de Asuntos Internos (MVD) fueron reducidas y se estableció al KGB para reducir el poder del MVD.Malenkov, aunque perdió su puesto de Segundo Secretario, todavía era presidente del Consejo de Ministros, y permaneció ahí hasta 1955.Malenkov inició una política de fortalecimiento de los ministerios federales, mientras que por el contrario, Jrushchov intentó fortalecer los aparatos centrales del partido centrándose en el Comité Central.El Comité Central no había jugado un papel notable en la política soviética desde la caída de la oposición bujarinista en 1929. En septiembre de 1953, el Comité Central eligió a Jrushchov como Secretario General (cargo ahora nombrado como Primer Secretario), lo que hizo oficial su antigüedad en el Comité Central. Con su nuevo cargo, Jrushchov pudo nombrar asociados suyos al liderazgo en Georgia, Azerbaiyán, Armenia, Ucrania y Moldavia, mientras que Malenkov, en contraste, solo pudo nombrar un asociado suyo al liderazgo en Moscú.Bajo Jrushchov, el liderazgo local del partido en la República Socialista Federativa Soviética de Rusia (RSFS de Rusia) fue testigo de la mayor rotación de líderes provinciales desde la Gran Purga ; dos de cada tres líderes provinciales fueron reemplazados solo en 1953. A Malenkov se le aseguró una política idéntica en las instituciones gubernamentales; el cambio más notable fue el nombramiento de Mijaíl Pervujin, Iván Tevosián y Maksim Sabúrov como vicepresidentes del Consejo de Ministros.
Durante el apogeo de la lucha entre Malenkov y Jrushchov, ese último luchó activamente por mejoras en la agricultura soviética y el fortalecimiento del papel del Comité Central, organizando varias discusiones sobre agricultura en los plenos del C.C. Si bien ningún otro miembro del Presídium se mostró entusiasmado con tal enfoque, Jrushchov celebró varias reuniones del Comité Central entre febrero y marzo de 1954 para discutir solo sobre la agricultura. Un cambio adicional fue la democratización en la cima de la jerarquía del partido, como Voroshílov señaló en una reunión del Presídium en 1954. Para agosto de 1954 el cargo de Malenkov como jefe de Gobierno le fue retirado; Nikolái Bulganin comenzó a firmar decretos del Consejo de Ministros (un derecho del presidente) y el Presídium apoyó la propuesta de Jrushchev de reemplazar a Malenkov con Bulganin.Los principales motivos del reemplazo de Malenkov fue su supuesto revisionismo debido a sus deseos de priorizar la industria ligera por sobre la industria pesada. Al mismo tiempo, Malenkov fue acusado de estar involucrado en el Caso de Leningrado que llevó a la muerte de funcionarios inocentes del partido. En el pleno del Comité Central del 25 de enero de 1955, Jrushchov acusó a Malenkov de desviaciones ideológicas al mismo nivel que los ex antiestalinistas Bujarin y Rýkov de la década de 1920. Malenkov habló dos veces ante el pleno, pero no logró cambiar su posición, y el 8 de marzo de 1955 se vio obligado a dimitir de su puesto como presidente del Consejo de Ministros y sucedido por Bulganin, que era un protegido de Jrushchov desde la década de 1930.

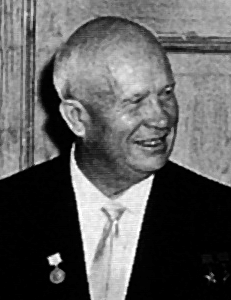
Nikita Jrushchov en 1959.

La minoría anti-Jrushchov en el Presídium se vio aumentada por aquellos en desacuerdo a las propuestas de Jrushchov de descentralizar la autoridad sobre la industria, debido a que había golpeado directamente a la base de poder de Malenkov. Durante la primera mitad de 1957, Malenkov, junto con Viacheslav Mólotov y Lázar Kaganóvich trabajaron para construir silenciosamente apoyo para destituir a Jrushchov.En una reunión del Presídium del 18 de junio en la que dos partidarios de Jrushchov estaban ausentes, los conspiradores propusieron que Bulganin, que se había unido al plan de Malenkov, asumiera la presidencia, y propusieron otras medidas que degradarían efectivamente a Jrushchov y los pondrían en control. Jrushchov se opuso con el argumento de que no todos los miembros del Presídium habían sido notificados, una objeción que habría sido rápidamente rechazada si Jrushchov no hubiera tenido un control firme sobre el ejército. Cuando se filtró la noticia de la lucha por el poder, los miembros del Comité Central, que controlaba Jrushchov, acudieron a Moscú, muchos de ellos en aviones militares, y exigieron ser admitidos en la reunión. Aunque no fueron admitidos, pronto hubo suficientes miembros del Comité Central en Moscú para convocar un Congreso de emergencia del Partido, que obligó efectivamente a la dirección a permitir un pleno del Comité Central.En esa reunión, los tres principales opositores fueron apodados como el "Grupo Antipartido" y acusados de faccionalismo. Los tres fueron expulsados del Comité Central y del Presídium, y Mólotov fue degradado como embajador en Mongolia, mientras que los demás fueron degradados a cargos mucho menores lejos de Moscú, al igual que el exministro de Asuntos Exteriores, Dmitri Shepílov, quien se unió al complot en el último momento. Este intento de golpe por el denominado "Grupo Antipartido", fue una de las pocas excepciones en la historia soviética en la que el Comité Central consiguió imponer una decisión por sobre el Politburó.
En el XX Congreso del Partido, Jrushchov, en su discurso " Sobre el culto a la personalidad y sus consecuencias ", afirmó que Stalin, el culto a la personalidad estalinista y la represión estalinista habían deformado la verdadera legalidad leninista.Estos puntos, y más, se utilizaron en su contra, cuando Jrushchov se vio obligado a dimitir de todos sus puestos en 1964. Jrushchov había comenzado a iniciar políticas nepotistas, e inició políticas sin el consentimiento ni del Presídium ni del Comité Central, había desarrollado un culto a la personalidad y, en general, había desarrollado varias características que él mismo criticó a Stalin en el XX Congreso del Partido. En el XXI Congreso del Partido, hdeclaró audazmente que se había restablecido la legalidad leninista, cuando en realidad él mismo estaba empezando a seguir algunas de las mismas políticas, aunque no al mismo nivel, que Stalin.El 14 de octubre de 1964, el Comité Central, junto con el Presídium, dejó en claro que el propio Jrushchov no encajaba en el modelo de un "líder leninista", y se vio obligado a dimitir de todos sus puestos, siendo sucedido por Leonid Brézhnev como Primer Secretario y por Alekséi Kosygin como presidente del Consejo de Ministros.

### Era de Brézhnev (1964-1982)

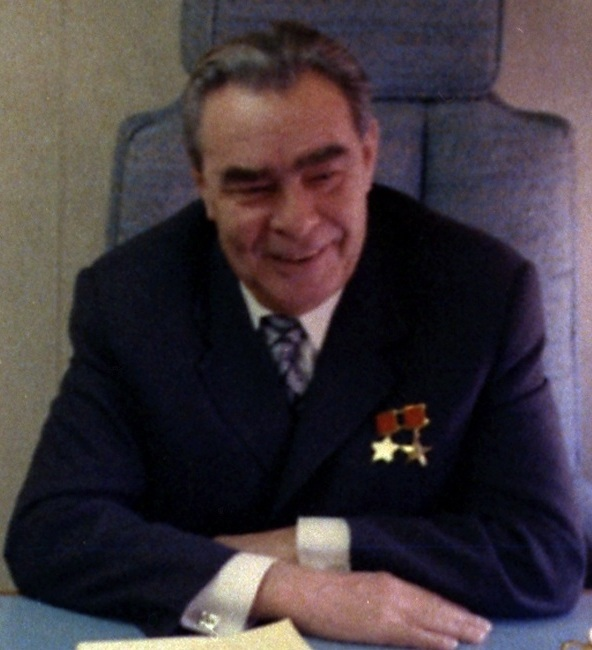
Leonid Brézhnev en 1973. Brézhnev pudo suceder a Jrushchov porque una mayoría en el Comité Central votó a favor de remover a Jrushchov de su cargo de primer secretario.

Antes de iniciar el golpe de palacio contra Jrushchov, Brézhnev había hablado con varios miembros del Comité Central y tenía una lista que contenía a todos los miembros del Comité Central que apoyaban la expulsión de Jrushchov.Brézhnev telefoneó a Jrushchov y le pidió reunirse con él en Moscú. Allí, el Comité Central, convocado por Brézhnev votó por dejar a Jrushchov fuera del cargo, tanto como primer secretario del Comité Central como presidente del Consejo de Ministros. Al principio, el principal rival de Brézhnev era Nikolái Podgorni, miembro del Secretariado, aunque luego fue posteriormente "promovido" a la presidencia del Presídium del Sóviet Supremo de la Unión Soviética, y Andréi Kirilenko lo reemplazó como secretario a cargo de la política de personal. Al mismo tiempo, Aleksandr Shelepin, un aliado de Jrushchov, fue reemplazado como presidente de la Comisión de Control del Partido y perdió su puesto como vicepresidente del Consejo de Ministros. Shelepin recibió un nuevo golpe cuando fue expulsado del Secretariado.El número de reuniones del Comité Central aumentó de nuevo durante el mandato inicial de Brézhnev como Primer Secretario electo, pero el número de reuniones y su duración disminuyeron constantemente durante el gobierno de Brézhnev, sin participar en debates abiertos, y los funcionarios del Politburó rara vez participaron en sus reuniones; de 1966 a 1976, Alekséi Kosygin, Podgorni y Mijaíl Súslov asistieron a una reunión del Comité Central una vez; fue en 1973 para ratificar un tratado de la Unión Soviética con Alemania Occidental.Ningún miembro del Politburó o del Secretariado durante la era de Brézhnev fue orador durante las reuniones del Comité Central. Debido a que la duración promedio de una reunión del Comité Central disminuyó y se celebraron menos reuniones, muchos miembros del Comité Central no pudieron hablar.Algunos miembros consultaron a la dirección de antemano para solicitar hablar durante las reuniones; durante el pleno del Comité Central de mayo de 1966, Brézhnev se quejó abiertamente de que solo un miembro le había pedido personalmente que se le permitiera hablar.
En 1971, Brézhnev había logrado convertirse en el primero entre iguales en el Politburó y el Comité Central.Solo seis años después, Brézhnev había logrado llenar la mayoría del Comité Central con partidarios suyos. Pero como señaló Peter Volten, "la relación entre el secretario general y el comité central siguió siendo mutuamente vulnerable y mutuamente dependiente". El liderazgo colectivo de la era de Brézhnev enfatizó la estabilidad de los cuadros en el partido.

### Eras de Andrópov y Chernenko (1982-1985)
Yuri Andrópov fue elegido Secretario General del partido el 12 de noviembre de 1982 por decisión del Comité Central.La reunión del Comité Central se celebró menos de 24 horas después del anuncio de la muerte de Brézhnev. Andrópov estaba en buena posición para asumir el control del aparato del partido; ya que otras figuras importantes del gobierno de Brézhnev como Kosygin y Súslov ya habían muerto, y otro candidato, Kirilenko, se vio obligado a retirarse.En la reunión del Comité Central del 22 de noviembre de 1982, Kirilenko perdió su membresía en el Politburó (después de una decisión dentro del propio Politburó), y Nikolái Ryzhkov, el vicepresidente del Comité Estatal de Planificación (Gosplán), fue elegido para el Secretariado.Ryzhkov se convirtió en el Jefe del Departamento Económico del Comité Central, y además se convirtió en el miembro líder del Comité Central en asuntos relacionados con la planificación económica. Poco después, Ryzhkov, después de reemplazar a Vladímir Dolgij, comenzó a supervisar la economía civil. En la reunión del Comité Central del 14 y 15 de junio de 1983, Vitali Vorotnikov fue elegido como candidato a miembro del Politburó, Grigori Románov fue elegido para el Secretariado y cinco miembros del Comité Central obtuvieron la membresía plena.Más tarde, Yegor Ligachov fue designado como Jefe del Departamento de Trabajo Organizativo del Partido del Comité Central. Ciertos designados por Brézhnev conservaron su puesto, como el director del KGB Víktor Chébrikov y Nikolái Savinkin. Con estos nombramientos, Andrópov ejerció efectivamente los poderes de la nomenklatura. Aun así, cuando había logrado dominar el Comité Central, Andrópov cayó enfermo, al grado de que no pudo asistir al desfile anual que conmemoraba la victoria de la Revolución de Octubre. El Segundo Secretario Konstantín Chernenko, competía por el cargo de Secretario General con Mijaíl Gorbachov, otro miembro del Politburó. Las reuniones del Comité Central y del Sóviet Supremo de la Unión Soviética se pospusieron hasta el último momento posible debido a la salud de Andrópov. Sin embargo, los cambios continuaron y los designados por Andrópov continuaron con el plan de introducir dirigentes más jóvenes con nuevas ideas en el Comité Central y en el aparato del Partido. Vorotnikov y Mijaíl Solomentsev obtuvieron la membresía plena en el Politburó, Chébrikov fue elegido candidato a miembro del Politburó y Ligachov se convirtió en miembro del Secretariado.Con ello, la posición de Chernenko comenzó a parecer precaria; y aparentemente Gorbachov se fortalecía día a día.
Chernenko fue elegido como candidato de compromiso por el Politburó; el Comité Central nunca podría haber aceptado a otro candidato, considerando que la mayoría de los miembros del Comité Central eran antiguos miembros designados por Brézhnev. Por ley el Politburó no podía, a pesar de sus poderes, elegir a un Secretario General que no fuera apoyado por el Comité Central. Aun así, varios miembros destacados del Politburó apoyaron a Chernenko, como el presidente del Consejo de Ministros Nikolái Tíjonov y Viktor Grishin. Para empeorar las cosas para Chernenko, él no tenía control sobre el Politburó; ya tanto Andréi Gromiko como Dmitri Ustínov eran muy independientes políticamente, y el Politburó aún contenía a varios protegidos destacados de Andrópov, como Gorbachov, Vorotnikov, Solomontsiev y Heydar Alíyev. Chernenko nunca obtuvo el control completo sobre el Comité Central y el aparato del Partido; a diferencia de Andrópov quien si bien nunca logró destituir a la mayoría de los designados por Brézhnev en el Comité Central, sí logró dividirlo en facciones.En medio de esta confusión, Chernenko nunca logró convertirse en un líder fuerte; por ejemplo, Gorbachov se comportaba como un Segundo Secretario de facto del partido, a pesar de que Chernenko no lo apoyaba. A diferencia de los secretarios generales anteriores, Chernenko no controlaba el Departamento de Cuadros del Comité Central, lo que debilitó considerablemente su poder.Sin embargo, Chernenko fortaleció considerablemente su posición a principios de 1985, poco antes de su muerte, aunque murió el 10 de marzo de 1985, y el Comité Central nombró a Gorbachov Secretario General el 11 de marzo.

### Era de Gorbachov (1985-1991)
La elección de Gorbachov como Secretario General fue la más rápida en la historia soviética.El Politburó recomendó a Gorbachov como candidato, y el Comité Central lo designó finalmente. En la reunión del Politburó donde se designó a Gorbachov como candidato no estuvieron presentes miembros como Dinmujamed Kunáyev, Volodímir Scherbitski ni Vitali Vorotnikov, ya que los dos primeros eran  firmes brezhnevistas que habrían votado por Víktor Grishin, mientras que Vorotnikov no apoyaba a Gorbachov.En la misma reunión, se le pidió a Grishin que presidiera la comisión responsable del funeral de Chernenko; Grishin rechazó la oferta, alegando que Gorbachov era más cercano a Chernenko que él. Al hacer esto, prácticamente señaló su apoyo al acceso de Gorbachov al Secretariado General. Andréi Gromiko, el ministro de Asuntos Exteriores durante gran parte del gobierno de Kosyguin, también propuso a Gorbachov como candidato al Secretariado General. Entonces el Politburó y el Comité Central eligieron a Gorbachov como Secretario General por unanimidad. Ryzhkov, en retrospectiva, afirmó que el sistema soviético había "creado, cuidado y formado" a Gorbachov, pero que "hace mucho tiempo Gorbachov se había rebelado internamente contra el sistema nativo"; en la misma línea, el asesor de Gorbachov, Andréi Grachov, señaló que era un "error genético del sistema".

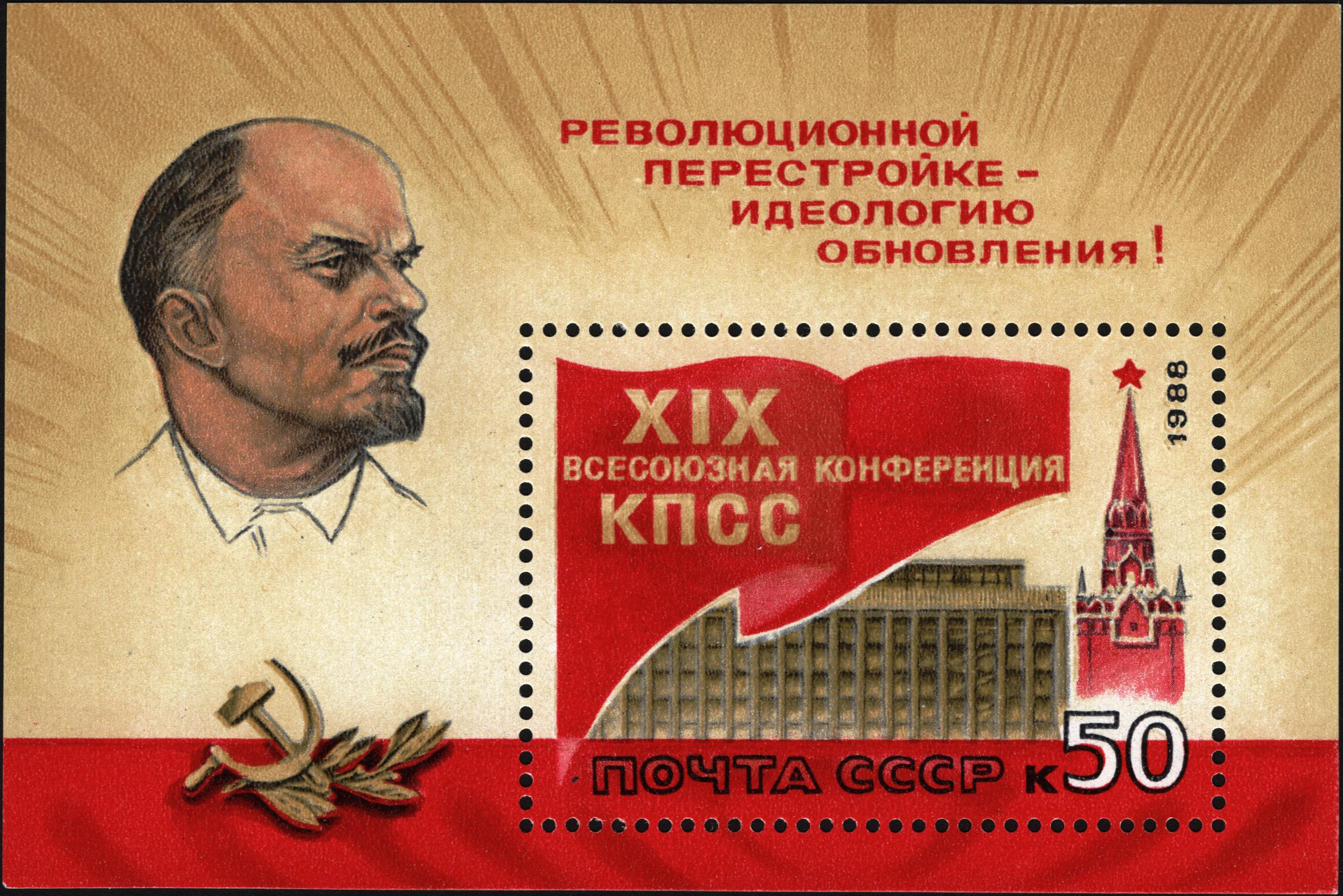
Sello publicitario de la XIX Conferencia del Partido, celebrada en 1988.

La política de glásnost (literalmente, apertura) de Gorbachov significó la democratización gradual del partido.En consecuencia, esto significó el fortalecimiento del Comité Central, y varios antiguos apparátchiks perdieron sus escaños ante funcionarios de mente más abierta durante la era de Gorbachov.El plan era convertir al Comité Central en un órgano donde tuviera lugar la discusión; y en esto Gorbachov tuvo éxito.
En 1988, varias personas exigieron reformas dentro del propio Partido Comunista. En la XIX Conferencia del Partido, la primera celebrada desde 1941, varios delegados pidieron la introducción de límites de mandato, el fin de los nombramientos de funcionarios y la introducción de elecciones con múltiples candidatos dentro del partido.Algunos pidieron un máximo de dos períodos de mandato en cada órgano del partido, incluido el Comité Central, otros apoyaron la política de Nikita Jrushchov de normas de rotación obligatoria, que había sido terminada por el liderazgo de Brézhnev, e incluso otras personas pidieron que el Secretario General fuera elegido directamente por el pueblo o una "especie de referéndum del partido".También se habló de introducir límites de edad y descentralizar y debilitar la burocracia del partido. El sistema de nomenklatura fue objeto de ataques; varios delegados se preguntaron por qué los miembros dirigentes del partido tenían derecho a ser más o menos intocables, como lo había sido bajo Leonid Brézhnev , incluso si su incompetencia era evidente para todos.
Después de que fracasara un intento de golpe de Estado contra Gorbachov el 23 de agosto de 1991, el Sóviet Supremo de la Unión Soviética dio una resolución el 29 de agosto en la que suspendió las actividades de los organismos del Partido, incluido el Comité Central, y sus edificios y propiedades fueron confiscados.De la misma manera, el gobierno de la RSFS de Rusia liderado por Borís Yeltsin suspendió sus organizaciones regionales en el territorio de dicha república.Casi un año después de la disolución de la URSS, el 30 de noviembre de 1992, la Corte Constitucional de Rusia declaró ilegal la disolución de las organizaciones primarias del Partido Comunista, pero confirmó la disolución del Comité Central del partido.

## Potestades
El Comité Central era un organismo colectivo cuyas funciones eran, según los estatutos, gestionar todas las actividades del partido, los órganos republicanos y locales, y dirigir la política de personal, así como dirigir el trabajo de las organizaciones estatales y públicas centrales, los trabajadores a través de los grupos del partido en ellas, crear diversos órganos, instituciones y empresas del partido y supervisar sus actividades, nombrar editores de periódicos y revistas centrales que trabajaban bajo su control, distribuir fondos del presupuesto del partido y ejercer control sobre su realización. 
Se reunía al menos dos veces al año para actuar como el órgano supremo del partido, en reuniones con todos los miembros y candidatos a miembros del C.C. (según los estatutos del partido, al menos una vez cada 6 meses); aunque los miembros candidatos únicamente tenían un voto de carácter consultivo en los plenos. Con los años, la membresía del Comité Central aumentó; en 1934 había 71 miembros de pleno derecho, mientras que en 1976 había 287 miembros de pleno derecho. El C.C. tenía la facultad de elegir a los miembros de su órgano superior, Politburó y del Secretariado, incluido el Secretario General (jefe de Estado de facto de la Unión Soviética). En 1919-1952, existió un órgano llamado Orgburó, que también era elegido de la misma manera que el Politburó y el Secretariado en los plenos del Comité Central.Entre los plenos del Comité Central, el Politburó y el Secretariado estaban legalmente facultados para tomar decisiones en su nombre, incluidas aquellas a nivel nacional, por lo que estas eran electas de abajo a arriba, y dirigidas de arriba abajo.
Bajo Lenin, el Comité Central funcionaba como el Politburó durante la era post-Stalin, como el órgano colectivo líder del partido. Sin embargo, a medida que el número de miembros del Comité Central aumentaba constantemente, su papel fue eclipsado por el Politburó.

## Elecciones
Los miembros del Comité Central eran electos por todos los integrantes del partido (delegados), durante los Congresos. Según Robert Vincent Daniels, el Comité Central era más una asamblea de representantes que una asamblea de individuos. La elección de miembros a menudo tenía "un carácter automático"; los miembros eran elegidos para representar a varias instituciones. Si bien Jerry F. Hough está de acuerdo con el análisis de Daniels, afirma que deben incluirse otros factores; por ejemplo, un funcionario con una mala relación con el secretario general no sería elegido para el Comité Central.

## Composición y estructura

### Comisiones y departamentos
Las principales tareas de las comisiones y departamentos del Comité Central eran preparar decisiones para el Politburó y el Secretariado, y monitorear su implementación.
De hecho, el aparato del Comité Central seleccionó y despidió a una amplia gama de líderes de partidos regionales y organizaciones soviéticas, grandes empresas, funcionarios gubernamentales del primer y segundo escalón, diplomáticos, presidentes de organizaciones públicas y sindicatos creativos. Cada departamento establecía sus propias células, que se especializaban en uno o más campos.  Estas células se llamaban secciones. La segunda función más importante del aparato del Comité Central era el control de la redistribución de los recursos materiales en la esfera subordinada de la economía nacional de la URSS.
La tercera función del aparato era monitorear la implementación de las decisiones tomadas por el Politburó y el Secretariado, así como el monitoreo general de la situación en áreas relevantes. El sector periodístico del departamento de propaganda autorizó la publicación de artículos en publicaciones centrales, el departamento internacional y el departamento de relaciones con los partidos comunistas y obreros de los países socialistas dieron permiso para la llegada de cada miembro de todas las delegaciones oficiales extranjeras que visitaban la URSS, y la Comisión de Viajes y el departamento de trabajo con personal extranjero regulaban personalmente las cuestiones de viajes al extranjero para cada uno de los ciudadanos de la URSS.En 1979, había entre 150 y 175 secciones, de las cuales sólo unas pocas eran conocidas por su nombre fuera de la Unión Soviética.

### Politburó del Comité Central
El Politburó del Comité Central era el máximo órgano del partido que dirigía el trabajo político del C.C. entre sus Plenos. Actuó como organismo permanente después del VII Congreso. Resolvía los problemas políticos, económicos e internos más importantes del partido, y diseñaba sus posturas y líneas ideológicas.

### Orgburó del Comité Central
Este organismo dependiente del Politburó era el encargado de la organización del trabajo y la fuerza laboral. Existió entre 1919 y 1952, hasta que fue abolido debido a que sus funciones podían ser simplemente transferidas al Secretariado.

### Secretariado del Comité Central
El Secretariado del Comité Central era el órgano administrativo superior del Politburó, y en consecuencia, del Comité Central del PCUS. Entre sus miembros se encontraban los secretarios del Comité Central del PCUS, y era dirigido por el Secretario General.

### Secretario General del Comité Central
El Secretario General era el máximo dirigente del Secretariado, y en consecuencia, del Comité Central y del Partido, siendo además en la práctica el jefe de Estado de la Unión Soviética.

## Sede
El Comité Central tenía sus oficinas centrales en el Edificio Titov, #34 de la Plaza Staraya, en Moscú. En esa zona, conocida como la "ciudad del partido", había más de una docena de edificios que el Comité Central controlaba. En la década de 1920 empleaban a unas 1,500 personas y en 1988 a unas 3,000.